# Sepp Kuss
Sepp Kuss, född 13 september 1994 i Durango, är en amerikansk professionell landsvägscyklist.

## Karriär
Kuss har cyklat professionellt sedan 2016. Bland hans meriter kan nämnas 1 etappvinst i Tour de France och 2 etappvinster i Vuelta a España. År 2023 vann han totalsegern i Vuelta a España.